# Centre Hall
Centre Hall é um distrito localizado no estado norte-americano de Pensilvânia, no Condado de Centre.

## Demografia
Segundo o censo norte-americano de 2000, a sua população era de 1079 habitantes.
Em 2006, foi estimada uma população de 1072, um decréscimo de 7 (-0.6%).

## Geografia
De acordo com o United States Census Bureau tem uma área de
1,6 km², dos quais 1,6 km² cobertos por terra e 0,0 km² cobertos por água. Centre Hall localiza-se a aproximadamente 386 m acima do nível do mar.

## Localidades na vizinhança
O diagrama seguinte representa as localidades num raio de 12 km ao redor de Centre Hall.